# Días de Santiago
Días de Santiago es una película peruana de 2004, del director Josué Méndez, con Pietro Sibille en el rol principal. El filme marcó el debut del director peruano, quien además es el guionista y productor del filme, obteniendo el Premio de la crítica en el Festival de Lima.

## Sinopsis
Santiago Román (Pietro Sibille) es un excombatiente de la Marina de Guerra del Perú que peleó contra el narcotráfico y el terrorismo en su país, y formando parte del conflicto del Cenepa contra Ecuador de 1995. Ha pasado tanto tiempo en claustros castrenses que no sabe desenvolverse en la vida civil, y menos en una ciudad de tantos contrastes como Lima. Al final de la obra su incapacidad de integrarse le ocasionará trastornos y lo hará dejarse llevar por sus impulsos.

## Reparto
- Pietro Sibille como Santiago.
- Milagros Vidal como Andrea.
- Marisela Puicón como Elisa.
- Ricardo Mejía como Papá.
- Lili Urbina como Mamá.
- Alhelí Castillo como Mari.
- Ivy La Noire como Inés.
- Alberick García como Coco.
- Giselle Bedón como Rita.
- Ana María Roca Rey como Jimena.
- Sandra Vergara como Sandra.
- Juan Gálvez como Rata.
- Mario Martínez como Mario.
- Sandro Calderón como Sandro Castro.
- Igor Moreno como Igor Merino.
- Antonio Quevedo como Antonio Quispe.

Otras apariciones
- Carlos Cano como Administrador de tienda.
- Mónica Rossi como recepcionista de universidad.
- Shirley Pfennig como recepcionista de instituto.
- Sandra Arana como chica del paradero.
- Grimaneza Ganoza como chica de discoteca.
- Gerardo Zamora como cliente de taxi.
- Gabriel Iglesias como coquero.
- Mónica Cépeda como reportera Castro-Iglesias.
- Alfredo Vivas como cliente de taxi 1.
- David Zúñiga como cliente de taxi 2.
- Jorge Prado como cliente de taxi 3.
- Gastón Vizcarra y Analía Laos como pareja de taxi.
- Ronald García como Grupo Taxi
- Matías Durán como Averno Taxi
- Esther Castillo como señora que va a Arenales.
- Carmen Alvez como señora que va de compras.
- Juan Durán como loco del taxi.
- Aldo Salvini como el sacerdote del taxi.
- Manuelito como Babe.
- Ivo Rodríguez como chico de la discoteca.
- Joel Ezeta como amigo de Inés.
- Johny Ruiz y Joan Manuel Flórez como policías.
- Alexander Pacheco, Raúl Silva y Galo Chira como víctimas de Jirón de La Unión.
- Maribel Toledo Ocampo como voz en off de estudio.

## Recepción
El filme está considerado como una de las cintas peruanas más significativas de la década de 2000, al ser exhibida en varios festivales. Además de conseguir 30 premios internacionales para 2005, siendo la primera cinta peruana en romper el récord. Fue de especial interés por su uso de una técnica evocadora en un ambiente sórdido. Recuerda también a Taxi driver de Martin Scorsese.
Fue estrenada en septiembre de 2004 en los cines de Lima.

## Premios y nominaciones
- Festival internacional de cine de Bratislava (2004) al mejor actor (Pietro Sibille) y Mención especial (Josué Méndez).
- Festival Internacional de Cine Independiente de Buenos Aires (2004) al mejor actor (Pietro Sibille).[1]
- Festival Internacional de Cine de Friburgo (2004), Premio FIPRESCI y Premio Grand Prix (Josué Méndez).
- Festival de Cine de Lima (2004), premio a Mejor actor (Pietro Sibille), y Premio de crítica (compartido) a Josué Méndez.[1]
- Festival Internacional de Cine de Transilvania (2004), Premio Transilvania a Josué Méndez.[1]
- Festival Internacional de Cine de Miami (2005), premio a la mejor película iberoamericana.[7]
- Infinity Festival, Alba, Italia, premio a Mejor Director, premio del Jurado SIGNIS, premio del Público[1]

### Nominaciones
- Festival Internacional de Cine de Valladolid (2004), Premio Espiga de Oro (Josué Méndez).
- Festival Internacional de Cine de Bratislava (2004), Premio Grand Prix (Josué Méndez).
- Festival Internacional de Cine de Róterdam (2004), Premio Tigre (Josué Méndez).